# Edmond Van Dooren
Edmond Van Dooren (Antwerpen, 16 oktober 1896 – aldaar, 24 augustus 1965) was een Vlaamse kunstschilder, tekenaar en graficus.

## Opleiding
Als opleiding volgde hij vanaf 1908 de lessen aan de Academie Berchem en vervolgens in 1911 aan de Academie te Antwerpen, waar hij kennis maakte met Jozef Peeters. Hij deelde aanvankelijk een atelier in de Wijngaardstraat boven café De Zalm, met Jozef Peeters, Paul Joostens en Jan Kiemeneij.

## Biografie
Edmond Van Dooren begon zijn carrière met het schilderen van landschappen in luministische stijl en enkele portretten. Tussen 1915 en 1917 werd hij beïnvloed door het symbolisme en in 1919 door het Duitse expressionisme.
In 1918, nog voor het einde van de oorlog, was hij medestichter van de Kring Moderne Kunst in Antwerpen. Zoals meestal met dergelijke initiatieven verenigden Antwerpse kunstenaars  zich om hun gemeenschappelijke belangen beter te kunnen behartigen. Medestichters waren Jozef Peeters die secretaris werd, Jos Léonard en Jan Cockx. Hun manifest werd gepubliceerd in het tijdschrift Vlaamsch Leven op 20 oktober 1918. Een van hun wapenfeiten was het uitnodigen van Theo van Doesburg, voorman van De Stijl, voor een aantal lezingen die de ontwikkeling van de abstracte kunst in België zouden versnellen. De conferenties met Van Doesburg in Antwerpen en Brussel in 1920 en 1921, waren een keerpunt voor de Belgische avant-garde. Er ontstonden nieuwe visuele vormen en een abstracte kunst van een extreme eenvoud en durf. Voor de kunstenaars die er aan deel namen zoals onder meer de gebroeders Pierre en Victor Bourgeois, Georges Vantongerloo, René Magritte, Pierre-Louis Flouquet, Felix De Boeck en Victor Servranckx, was het een visuele revolutie met een universeel karakter.
In 1920 en 1921 ging Edmond van Dooren ook abstract schilderen en combineerde hij de invloeden van kubisme en futurisme in zijn werk. Hij stelde in 1922 tentoon met de kringen Moderne Kunst en Ça Ira!. Daarna keerde hij terug tot het figuratieve met visionaire taferelen, landschappen met beangstigende hemelpartijen waarin oerkrachten losbarsten, stadsgezichten met futuristische gebouwen en figuren en koppen die haast gebeeldhouwd lijken. Zijn grote neoromantische toekomstvisioenen zouden kunnen dienst doen als decors voor sciencefictionfilms met muziek van Richard Wagner op de achtergrond. Edmond van Dooren was trouwens een groot Wagner-liefhebber. Hij is ook bekend van schilderijen van machines en mechanieken die hij in die periode maakte. Vanaf 1948 ging hij terug naar het abstract schilderen.
Werk van Edmond Van Dooren is te vinden in het Koninklijk Museum voor Schone Kunsten Antwerpen, de Koninklijke Musea voor Schone Kunsten van België te Brussel,  MuZee in Oostende, het Museum voor Schone Kunsten te Gent en het Museum voor Abstracte Kunst – René Magritte Museum in Jette.

## Weblinks
- Werken van Edmond Van Dooren op Mutualart.
- Werken van Edmond Van Dooren op Artnet
- Werken van Edmond Van Dooren op Innvaluable

- Biblioteca Nacional de España: XX4988594
- Gemeinsame Normdatei: 137153775
- International Standard Name Identifier: 0000 0000 5560 1488
- Library of Congress Control Number: no2009026231
- Nederlandse Thesaurus van Auteursnamen: 240879449
- RKD-Nederlands Instituut voor Kunstgeschiedenis: 100917
- Virtual International Authority File: 78982090
- WorldCat: E39PBJyGRwCrFdGRmFMPyHKGHC